# Alfoz de Lloredo
Alfoz de Lloredo è un comune spagnolo di 2.502 abitanti situato nella comunità autonoma della Cantabria. Fa parte della comarca della Costa Occidental ed è composto da sette centri abitati fra cui quello di Novales, capoluogo e sede municipale, distante 41 km da Santander e 7,5 km da Santillana del Mar.
Durante la dominazione romana il territorio comunale era attraversato dalla Via Agrippa strada costiera che divenne nel medioevo parte del Camino de Santiago. L'economia locale si basa essenzialmente sull'agricoltura, sull'allevamento del bestiame ed anche sul turismo.
Essendo situato in una valle protetta da una cerchia di monti gode di un microclima mediterraneo per cui, cosa insolita negli altri comuni della Cantabria, si trovano qui alberi di aranci, limoni, palme e produzioni agricole proprie del sud della Spagna.
Il comune si compone delle seguenti località: Cigüenza, Cóbreces, La Busta, Oreña, Rudagüera, Tonañes e Novales che è il capoluogo.

## Storia
Dalle numerose grotte con graffiti rupestri e i resti ed oggetti presenti nel territorio comunale si evince che si aveva presenza umana fin dal paleolitico superiore. Gli stanziamenti umani stabili si ebbero più tardi quando popoli celti detti Cantabri fissarono le loro dimore in queste zone. Erano tribù semiselvagge, che non conoscevano la scrittura ma erano forti nell'uso delle armi e contrastarono a lungo i Romani, quando questi decisero d'impossessarsi di tutta la Spagna. I Cantabri esercitavano forme di guerriglia che approfittavano della loro conoscenza dei luoghi montani per attaccare di sorpresa pattuglie e reparti militari romani, tanto che dovette intervenire personalmente l'imperatore Augusto con le sue legioni per mettere fine alla guerra. Risale a quel periodo la mitica figura del capo militare Corocotta, sulla testa del quale era stata messa una taglia di 250.000 sesterzi per chi lo consegnasse ai Romani, che si presentò spontaneamente al campo di Augusto pretendendo il pagamento della taglia. Ammirato da tanto coraggio Augusto lo lasciò andare libero.
I Visigoti, che subentrarono ai Romani, non lasciarono tracce e poche ne lasciarono i successivi dominatori musulmani. Alla loro lingua però si fa risalire l'etimologia del nome: Alfoz si dice infatti che derivi dall'arabo al rawk che significa distretto. Lloredo è un termine locale per indicare le piante di lauro e quindi Alfoz de Lloredo significa "distretto dove cresce il lauro", pianta che ha bisogno di un clima non troppo rigido e, crescendo in una regione settentrionale, rappresenta una rarità che distingue questo luogo.
Intorno all'anno 1000 Alfoz de Lloredo fece parte della comunità delle Asturias de Santillana formata in buona parte dalle località della Valle de Alfoz. Poiché allora i luoghi erano in mano ai signori, non si conosce quale fosse il legame fra la signoria e le singole comunità che risulta godessero del diritto di autogoverno, eleggendo gli abitanti i propri governanti. Di certo si sa che l'ammiraglio Diego Hurtado de Mendoza nominato duca di Liebana, nel 1444 s'impossessò totalmente del potere della Valle de Alfoz. È certo che i signori per la loro arroganza e gli abusi scontentarono i cittadini rivolgendosi prima al re e poi intentando un vero procedimento legale contro di loro, il cosiddetto Pleite de los Valles, che, con fasi alterne, durò 150 anni e si risolse nel 1556 con la sentenza della Real Chancillería di Valladolid favorevole alle Valli e si ripristinò l'autogoverno locale. Si istituì la provincia delle Nueve Valles di cui fece parte anche Alfoz. Nel XIX secolo nel corso del riordino amministrativo della Spagna la valle di Alfoz fu divisa in tre comuni uno dei quali fu Alfoz de Lloredo con capoluogo Novales.

## Monumenti e luoghi d'interesse
Ognuno dei sette nuclei abitato di cui è composto il comune presenta monumenti degni di essere ricordati.
- A Ciguenza ci sono: la Casa de la Marquesa e la Casa de los Condes de Trasierra, dei secoli XVII-XVIII.
- A Tonañes: la Iglesia de San Tirso chiesa del XVII secolo.
- A La Busta: la Iglesia de San Martin del XVII secolo, le tipiche case di stile montanaro, la Cueva de la Esperanza grotta con giacimenti dell'età del Bronzo, la Cueva de Linar con graffiti rupestri risalenti al paleolitico e oggetti dell'età del Bronzo e la Cueva de los Avellanos con reperti dell'età del Bronzo.
- A Rudaguera: la Ermita de San Pedro del XVI secolo, la Iglesia parroquial de la Virgen de la Magdalena del XVII secolo, la Casona de los Perez Calderon del XVIII secolo e la Torre fortaleza, torre fortezza del XVI secolo.
- A Oreña: la Iglesia de San Pedro del XVI secolo, la Ermita de San Bartolomé del XVI secolo, la Ermita de la Virgen de Guiadel XIII secolo, il Palacio de Quintana del XV secolo, il piccolo Porto utilizzato dai Romani.
- A Cobreces: la Iglesia de San Pedro del XV secolo e le Casonas montañesas del XVIII secolo, grandi case in stile montanaro. In questo borgo c'è anche la nota e frequentata spiaggia di Luaña.
- A Novales: la Iglesia Parroquial de la Asuncion del 1574, il Palacio de la Isla del XVIII secolo, la Casa solariega de Diaz Palencia del secolo XVIII e le grotte del Agua e de los Santos con graffiti rupestri.

## Feste
In tutte le località si svolgono le feste patronali; da segnalare le processioni della Settimana Santa e le feste nel mese di agosto a Novales.